# Iranobrium schmidi
Iranobrium schmidi là một loài bọ cánh cứng trong họ Cerambycidae.